# Lãi suất qua đêm
Lãi suất qua đêm (Overnight rate) nói chung là lãi suất mà ngân hàng lớn sử dụng để vay và cho vay lẫn nhau trong thị trường qua đêm. Lãi suất qua đêm hay còn gọi lãi suất liên ngân hàng qua đêm là mức lãi suất mà các tổ chức tín dụng sẵn sàng trả cho các khoản vay ngắn hạn trong thời gian từ hôm nay đến ngày mai. Lãi suất qua đêm là một thước đo quan trọng để đo lường mức độ thanh khoản của thị trường tài chính và tính linh hoạt của các tổ chức tài chính. Ở một số quốc gia (ví dụ: Hoa Kỳ), lãi suất qua đêm có thể là lãi suất mà ngân hàng trung ương nhắm tới để tác động đến chính sách tiền tệ. Ở hầu hết các quốc gia, ngân hàng trung ương cũng là người tham gia thị trường cho vay qua đêm và sẽ cho một số nhóm ngân hàng cho vay hoặc vay tiền. Bằng cách điều chỉnh lãi suất qua đêm, ngân hàng trung ương có thể tác động đến việc vay và cho vay của các tổ chức tín dụng. Khi ngân hàng tăng lãi suất qua đêm, tổ chức tín dụng sẽ phải trả nhiều hơn để vay vốn, điều này có thể làm giảm đầu tư và tiêu dùng, từ đó kiềm chế lạm phát hoặc khi giảm lãi suất qua đêm, ngân hàng khuyến khích việc vay vốn và đầu tư, thúc đẩy tăng trưởng kinh tế. Có thể có lãi suất qua đêm được công bố thể hiện mức trung bình của lãi suất mà các ngân hàng cho nhau vay; một số loại hoạt động qua đêm có thể được giới hạn ở các ngân hàng đủ điều kiện. Tên chính xác của lãi suất qua đêm sẽ khác nhau tùy theo từng quốc gia.

## Đại cương
Trong suốt một ngày, các ngân hàng sẽ chuyển tiền cho nhau, cho ngân hàng nước ngoài, cho khách hàng lớn và các đối tác khác thay mặt cho khách hàng hoặc trên tài khoản của chính họ. Vào cuối mỗi ngày làm việc, ngân hàng có thể thừa hoặc thiếu vốn (hoặc thiếu hoặc dự trữ vượt mức trong ngân hàng dự trữ phân đoạn). Các ngân hàng có tiền thặng dư hoặc dự trữ vượt mức có thể cho vay (thường bằng bội số tỷ lệ dự trữ hợp pháp, nếu có) hoặc gửi chúng vào các ngân hàng khác, những người vay từ họ. Lãi suất qua đêm là số tiền phải trả cho ngân hàng cho vay. Các ngân hàng cũng sẽ chọn vay hoặc cho vay trong thời gian dài hơn, tùy thuộc vào nhu cầu dự kiến và cơ hội sử dụng tiền ở nơi khác. Hầu hết ngân hàng trung ương sẽ công bố lãi suất qua đêm mỗi tháng một lần. Ví dụ: ở Canada, Ngân hàng Canada đặt băng thông mục tiêu cho lãi suất qua đêm mỗi tháng là +/- 0,25% xung quanh lãi suất qua đêm mục tiêu của mình. Ngân hàng Canada không can thiệp vào thị trường qua đêm miễn là lãi suất qua đêm vẫn nằm trong phạm vi mục tiêu, nhưng Ngân hàng sẽ sử dụng dự trữ của mình để cho vay hoặc vay trên thị trường qua đêm để đảm bảo rằng lãi suất qua đêm nằm trong phạm vi đã công bố.
Lãi suất qua đêm là thước đo tính thanh khoản hiện hành trong nền kinh tế. Lãi suất qua đêm thường được sử dụng để kiểm soát dòng tiền trong nền kinh tế và đảm bảo sự ổn định của hệ thống ngân hàng. Nó có thể được điều chỉnh bởi ngân hàng trung ương để ảnh hưởng đến hoạt động của các tổ chức tín dụng và sự mua bán tiền tệ trên thị trường. Trong điều kiện thanh khoản thắt chặt, lãi suất qua đêm tăng vọt. Lãi suất qua đêm cũng có thể tăng vọt do sự thiếu niềm tin giữa các ngân hàng, như đã thấy trong cuộc khủng hoảng thanh khoản năm 2008. Để đo lường tình hình thanh khoản, sự chênh lệch giữa lãi suất phi rủi ro và lãi suất qua đêm được xem xét. TED spread là một chỉ báo thanh khoản của Hoa Kỳ, là sự khác biệt giữa LIBOR và tín phiếu Kho bạc. Lãi suất qua đêm thường được ảnh hưởng bởi nhiều yếu tố khác nhau như tình hình kinh tế, lạm phát, chính sách tiền tệ, cung và cầu vốn, và tình hình tài chính toàn cầu. Ngân hàng trung ương thường có vai trò quan trọng trong việc xác định lãi suất qua đêm, bằng cách điều chỉnh lãi suất căn cứ để ổn định nền kinh tế và kiểm soát lạm phát. các công dụng của lãi suất qua đêm đối với nền kinh tế có thể kể đến như:
- Kiểm soát lạm phát: Lãi suất qua đêm được sử dụng như một công cụ để kiềm chế sự gia tăng của giá cả và duy trì ổn định kinh tế. Lãi suất qua đêm đóng vai trò quan trọng trong chính sách tiền tệ của một quốc gia. Ngân hàng trung ương thường sử dụng lãi suất qua đêm để kiểm soát lạm phát, tăng trưởng kinh tế và ổn định tài chính.
- Thúc đẩy đầu tư: Mức lãi suất qua đêm thấp tạo điều kiện thuận lợi cho việc vay vốn và đầu tư vào các dự án phát triển, sản xuất và kinh doanh.
- Hỗ trợ hoạt động ngân hàng: Lãi suất qua đêm ảnh hưởng trực tiếp đến lãi suất tiền gửi và lãi suất cho vay của ngân hàng, tạo điều kiện cho hoạt động vay vốn và kinh doanh của ngân hàng.
- Định hình chính sách tiền tệ: Lãi suất qua đêm có mối quan hệ mật thiết với chính sách tiền tệ của một quốc gia, giúp ngân hàng trung ương điều chỉnh tín dụng và kiểm soát tài chính. Lãi suất qua đêm đóng vai trò quan trọng trong quyết định vay và cho vay của các ngân hàng. Khi lãi suất qua đêm tăng, ngân hàng sẽ đặt ra mức lãi suất cao hơn cho vay tiền, làm gia tăng chi phí vay vốn của cá nhân và doanh nghiệp ảnh hưởng đến khả năng tiếp cận tài chính và đầu tư của các bên liên quan.
- Bảo vệ giá trị tiền tệ: Lãi suất qua đêm đóng vai trò trong việc bảo vệ giá trị tiền tệ khỏi sự mất giá và duy trì sức mua của người dân.
- Thúc đẩy sự phát triển kinh tế: Lãi suất qua đêm ảnh hưởng đến việc mở rộng sản xuất, tạo việc làm và đẩy mạnh sự phát triển kinh tế của một quốc gia.
- Giao dịch ngắn hạn: Lãi suất qua đêm cung cấp cơ hội cho các tổ chức tín dụng vay và cho vay ngắn hạn, tạo sự linh hoạt và thanh khoản trong thị trường tài chính.

Lãi suất qua đêm chỉ thường được nhắc đến trong giao dịch giữa các ngân hàng thương mại với nhau nhưng người dân và doanh nghiệp cũng có thể gửi tiền qua đêm và các ngân hàng đang tìm mọi cách để vét từng đồng vào hệ thống ngân hàng. Gửi tiết kiệm qua đêm là hình thức gửi tiết kiệm ngắn hạn trong vòng 24 giờ của khách hàng cá nhân thông qua tiền gửi cá nhân và tiền gửi tiết kiệm, có tính thanh khoản cao, giúp khách hàng quản lý dòng vốn hiệu quả. Khách hàng có thể gửi tiền nhiều lần bằng tiền mặt hoặc chuyển khoản và được hưởng lãi sau 24 giờ tính từ thời điểm khách gửi. Phương thức gửi tiền tiết kiệm qua đêm đơn giản và được các ngân hàng hỗ trợ như gửi tiền tiền mặt, chuyển khoản và được gửi nhiều lần. Tiền của khách hàng sẽ được hưởng lại sau 24 giờ tính từ thời điểm khách hàng gửi với mức lãi suất cạnh tranh giữa các ngân hàng. Phần tiền lời sẽ được nhập vào vốn gốc và sẽ tự động tái tục kỳ hạn cũ với mức lãi suất ban đầu. Sản phẩm gửi tiết kiệm qua đêm mang lại cho các ngân hàng lợi ích, các ngân hàng lớn có thể sử dụng nguồn vốn này và sử dụng nó thành tiền vốn vay cho thị trường với mức lãi suất cao hơn, với những ngân hàng nhỏ đây là cơ hội giúp giảm áp lực thanh khoản, có thêm nguồn tiền để luân chuyển linh động hơn mỗi ngày.